# Iniesta
Iniesta ist eine Gemeinde (municipio) in der Provinz Cuenca der Autonomen Region Kastilien-La Mancha in Spanien. Sie ist Hauptort eines Gerichtsbezirks im Südosten der Provinz.
Der Ort war Sitz einer Feudalherrschaft, die Festung im Ort war ein wichtiges Bollwerk bei der kastilischen Reconquista.
Die Gemeinde grenzt an die Gemeinden Castillejo de Iniesta und Graja de Iniesta im Norden, an Villalpardo, Villarta und El Herrumblar im Osten, an Villamalea, Ledaña und Casas de Juan Fernández im Süden und im Westen an Villanueva de la Jara.
Iniesta hat eine Abfahrt an der Autovía A-3 von Madrid nach Valencia.

## Einzelnachweise

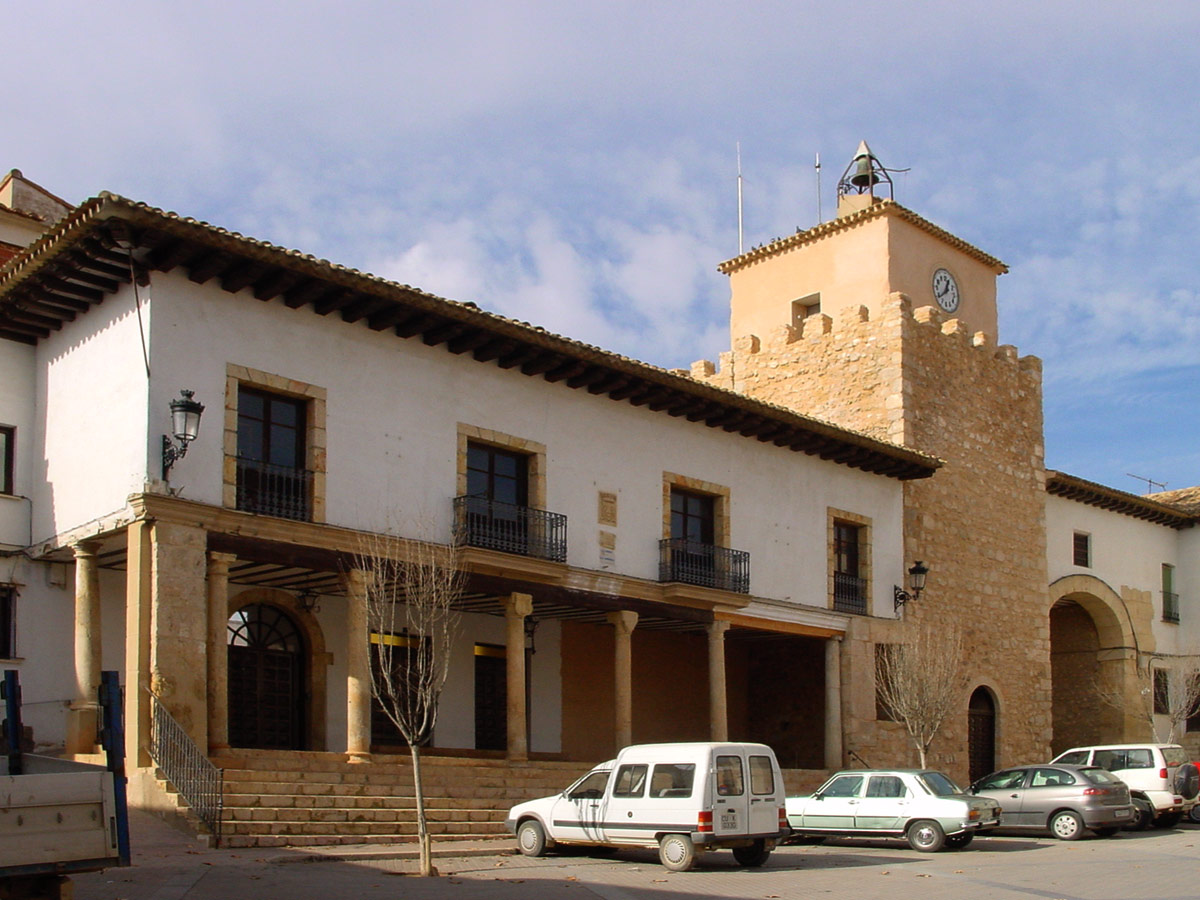
Rathaus